# Tintigny
Tintigny (în dialectul loren local: Tintnî) este o comună francofonă din regiunea Valonia din Belgia. Comuna este formată din localitățile Tintigny, Bellefontaine, Rossignol, Saint-Vincent, Breuvanne, Lahage, Ansart, Poncelle și Han. Suprafața totală a comunei este de 81,79 km². La 1 ianuarie 2008 comuna avea o populație totală de 3.778 locuitori. 
Comuna este situată în sudul provinciei, în regiunea naturală Gaume, parte a regiunii etnologice Lorena Belgiană.